# Heiligdom van Pandion
Het Heiligdom van Pandion was een heroön (heldenheiligdom) ter ere van de legendarische koning Pandion op de Akropolis van het oude Athene. 
De resten van het 40 x 17,5 m grote bouwwerk werden gevonden op de zuidoosthoek van de Akropolis tijdens de bouw van het oude Acropolismuseum in de jaren 1970. Ze bevinden zich nu in de kelders van het museumgebouw. Het was een openluchtgebouw dat bestond uit twee ruimtes gescheiden door een tussenmuur. Het eigenlijke heiligdom lag aan de westkant, een ‘ergasterion’ (werkplaats) aan de oostkant. Aan de westkant was er een propylon (toegangspoort). De resten dateren van ca. 430 v.Chr. en vervingen waarschijnlijk een voorganger uit de vroeg-klassieke periode.
Pausanias vermeldt in zijn beschrijving van Athene (I,5,4) dat er op de Akropolis een beeld van Pandion stond dat het waard was om te bekijken. Vermoedelijk was dit het beeld in het Heiligdom van Pandion. Pandion was niet alleen een legendarische Atheense koning, maar ook de eponieme heros van de phyle Pandionis. Het aan Zeus gewijde feest Pandia wordt wel met Pandion in verband gebracht. Wellicht vierden de leden van de phyle Pandionis dit feest in het heiligdom.

## Referentie
- Kronoskaf, art. ‘Sanctuary of Pandion’